# هاجيمي نو إيبو
هاجيمي نو إيبو (باليابانية: はじめの一歩، بالروماجي: Hajime no Ippo) هي سلسلة مانغا ملاكمة يابانية من تأليف جوجي موريكاوا، نشرت من قبل كودانشا في مجلة شونن الأسبوعية، منذ 11 أكتوبر عام 1989. في عام 2000 شهر أكتوبر حصلت على مسلسل أنيمي تلفزيوني.

## القصة
تدور القصة حول فتى في الثانوية يتم التنمر عليه بشكل معتاد من قبل زملائه، لكن في أحد المرات قام لاعب ملاكمة محترف بالتصدي لهم، ومنها وجد إيبو ضالته، وهي أن يصبح ملاكم قوي لكي يحمي نفسه. حيث نتابع كيف تتطور شخصية إيبو وكيف يشق طريقه نحو احتراف الملاكمة.

## روابط خارجية
- هاجيمي نو إيبو على موقع قاعدة بيانات الفيلم (الإنجليزية)
- هاجيمي نو إيبو على موقع ANN manga (الإنجليزية)